# Norwith Gudino
Norwith Jossue Gudino (Nacido en Puerto Cabello, Estado Carabobo, Venezuela, el 22 de noviembre de 1995), es un lanzador de la Liga Venezolana de Béisbol Profesional (LVBP), para los Leones del Caracas.

## Carrera como beisbolista

### 2014
El 29 de octubre de 2014, el joven prospecto beisbolista Norwith Gudino fue firmado por la organización de béisbol de MLB, Gigantes de San Francisco. El pelotero de 18 años, de 1.88 de estatura, lanzador derecho con una velocidad de 95 millas, firmó un contrato de ligas menores por 250 mil dólares.

### 2015
El 29 de mayo de 2015, Gudino es asignado a los DSL Giants de la Dominican Summer League clase Rookie. Participó tres años con el equipo, durante las tres temporadas, Gudino lanzó en 40 partidos y tuvo un récord de 11-6, 2.73 de efectividad, 177 ponches, 33 bases por bolas en 178.2/3 entradas lanzadas.

### 2018
El 30 de mayo de 2018, Gudino es asignado a los San Jose Giants de la California League, Clase A Avanzada (Fuerte).
EL 7 de agosto de 2018, Gudino es asignado a los Volcanes Salem-Keizer de la Northwest League, Clase A temporada corta.
El 12 de agosto de 2018, Gudino es asignado a Augusta GreenJackets de la South Atlantic League, Clase A (Media).
En la LVBP
El 23 de octubre de 2018, Norwith Gudino es asignado a los Leones del Caracas de la Liga Venezolana de Béisbol Profesional para la Temporada 2018-2919. Durante la temporada, Gudino lanzó en 1 solo partido y tuvo un récord de 0-0, 0.00 de efectividad, 0 ponche, 0 bases por bolas en 0.1/3 entrada lanzada.
- Boxscore del 27 de octubre de 2018

El 31 de octubre de 2018, Los Leones del Caracas, desincorporan a dos lanzadores: Norwith Gudiño y Miguel Mejía. Redujeron el número de lanzadores disponibles, al cortar dos brazos en la serie de transacciones que les permitió inscribir al campocorto grande liga José Rondón y el slugger dominicano Isaías Tejeda.